# Oon Jin Gee
Oon Jin Gee (13 giugno 1967) è un ex nuotatore singaporiano, che ha partecipato alle Olimpiadi estive di Los Angeles 1984 e di Seul 1988.
È stato ai giochi asiatici, dove ha avuto le massime soddisfazioni, vincendo 2 medaglie di bronzo nell'edizione del 1986, gareggiando nella Staffetta 4x100m sl e Staffetta 4x200m sl.
È il fratello del nuotatore olimpico Oon Jin Teik.